# Paul Küßner

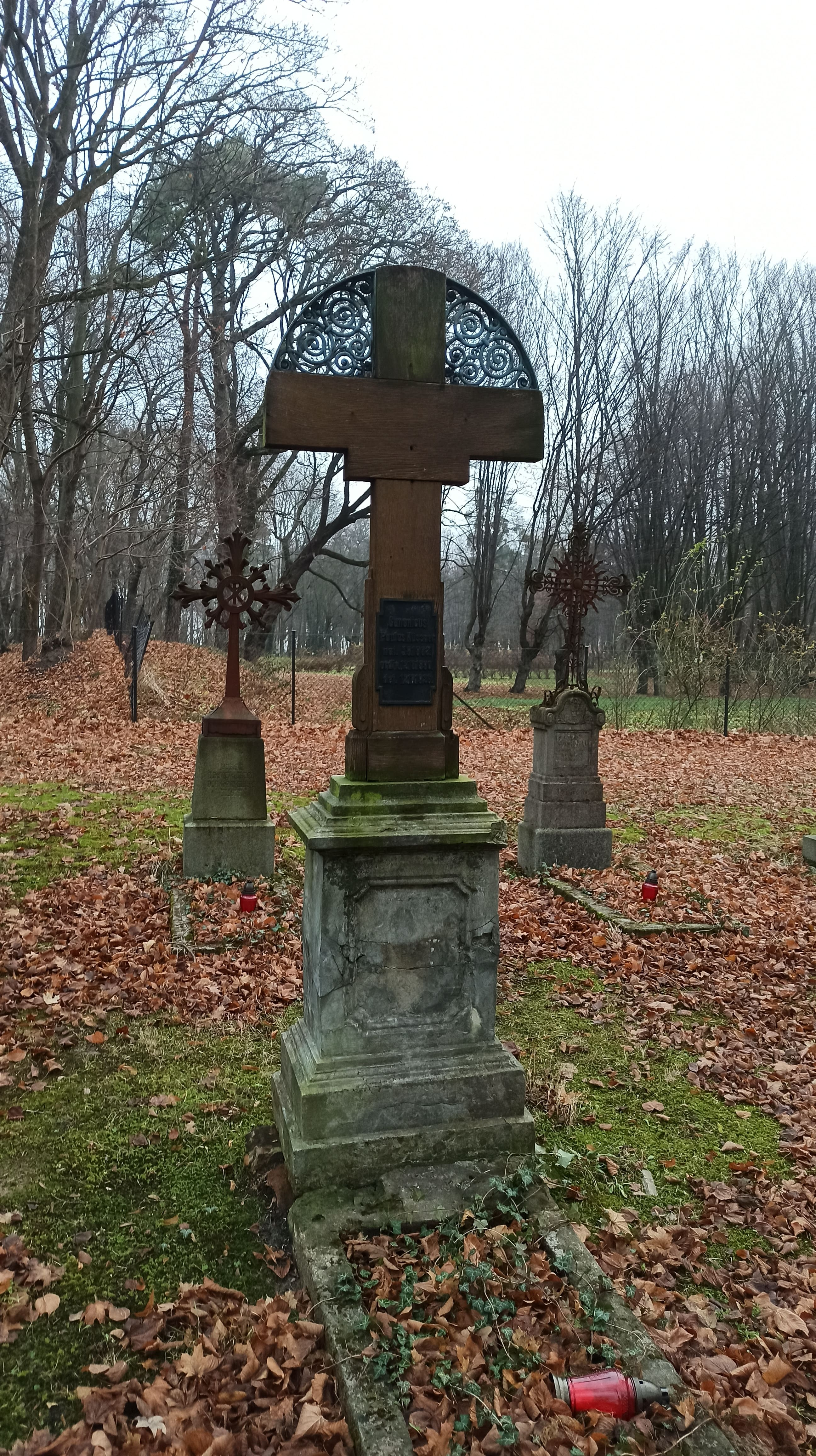
Der Grabstein in Frauenburg

Paul Küßner (* 5. August 1867 in Schillgehnen, Kreis Braunsberg; † 1926) war ein deutscher römisch-katholischer Priester und Politiker (Zentrum).
Küßner besuchte das Gymnasium Braunsberg und die Akademie Braunsberg. Er wurde Kaplan in Peterswald, Plaßwich und Rössel und dann Pfarrer in Rastenburg und zugleich Religionslehrer am Gymnasium Rastenburg sowie Militärpfarrer in Rastenburg und Lötzen.
Danach war er Propst und Dekan der St.-Nikolai-Kirche in Elbing.
Er war politisch im Zentrum engagiert und vertrat seine Partei und den Kreis Elbing-Stadt 1921 bis 1925 im Provinziallandtag der Provinz Ostpreußen. 1925 bis zu seinem Tod 1926 war er für den Kreis Braunsberg Mitglied im Provinziallandtag. Nach seinem Tod wurde Karl Stankewitz Nachrücker. Mai 1921 bis Februar 1926 gehörte er auch dem Preußischen Staatsrat an. Daneben war er Vorsitzender des Ermländischen Bauernvereins, des Verbandsausschusses des ermländischen Genossenschaftsverbands und der Zentralkasse in Wormditt.